# Liste von Kriegsgräberstätten in Thüringen
Die Liste von Kriegsgräberstätten in Thüringen benennt Kriegsgräberstätten in Thüringen, Bundesrepublik Deutschland, ohne Anspruch auf Vollständigkeit.

## Liste
| Bezeichnung                                                      | Ortschaft                         | Beschreibung | Foto          |
| ---------------------------------------------------------------- | --------------------------------- | --- | ------------- |
| Preußengrab bei Ichtershausen                                    | Amt Wachsenburg OT Ichtershausen  | 700 preußische Soldaten, die im Lazarett während der Befreiungskriege verstarben. |               |
| Grabstätte für 26 Opfer von Tieffliegern auf dem Friedhof Artern | Artern                            | Gemeinschaftsgrab für 26 KZ-Häftlinge die 1945 bei einem US-Luftangriff auf einen Gefangenentransport bei Artern ums Leben gekommen sind                                                                      |               |
| Soldatenfriedhof Posewitz                                        | Dornburg-Camburg OT Posewitz      | französische Kriegsopfer aus dem Lazarett Posewitz, angelegt 1813 in der Endphase der Napoleonischen Kriege                                                                                                   |               |
| Kriegsgräberstätte auf dem städtischen Hauptfriedhof             | Eisenach                          | Gräber von 321 Opfern der Luftangriffe auf Eisenach im Zweiten Weltkrieg |               |
| sowjetischer Ehrenfriedhof auf dem städtischen Hauptfriedhof     | Eisenach                          | Feld mit Grabsteinen für sowjetische Opfer des Zweiten Weltkriegs | weitere Fotos |
| Kriegsgräberstätte Hötzelsroda                                   | Eisenach OT Hötzelsroda/Dürrerhof | Gräber gefallener Soldaten des Zweiten Weltkriegs | weitere Fotos |
| Hauptfriedhof Erfurt                                             | Erfurt                            | Friedhof mit Gräbern aus beiden Weltkriegen; darunter viele Bombenopfer. Es existieren außerdem ein französischer und ein sowjetischer Ehrenfriedhof                                                          |               |
| Kriegsgräberstätte Hildburghausen                                | Hildburghausen                    | Gräber für Tote beider Weltkriege. Ehrenmal von 1924 mit ergänzender Tafel von 2005. Gräberfeld für Bombenopfer vom 23. Februar 1945. Gräber und Ehrenmale für westalliierte und sowjetische Kriegsgefangene. |               |
| Sowjetischer Ehrenfriedhof                                       | Bad Liebenstein                   | |               |
| Kriegsgräberanlage auf dem Husenfriedhof                         | Bad Salzungen                     | Gedenkstätte für Gefallene des Ersten und Opfer des Zweiten Weltkriegs |               |
| Kriegsgräberstätte auf dem Friedhof Herda                        | Werra-Suhl-Tal OT Herda           | Gemeinschaftsgrab für 12 bei Herda gefallene deutsche Soldaten auf dem örtlichen Friedhof |               |
| Mahnmal Erlengräben                                              | Wutha-Farnroda                    | Mahnmal für dort bestattete sowjetische Zwangsarbeiter bei Wutha |               |